# Captain Planet and the Planeteers
Captain Planet and the Planeteers är en amerikansk animerad TV-serie från 1990 till 1996, som producerades av Turner Program Services och DIC Entertainment, efter en idé av Ted Turner. Den har visats i Sverige på Cartoon Network under 1990-talet, då med engelskspråkiga röster.

## Handling
Jordens ande, Gaia, märker hur mänskligheten håller på att förstöra planeten genom miljöförstöring. Hon sänder fem olika kraftringar till fem ungdomar från olika delar av världen. Fyra av ringarna har de fyra elementens krafter (eld, vatten, jord och vind) och den femte har kärlekens kraft. Varje rings kraft kan dels användas var och en för sig för att kontrollera de olika elementen, och när alla ringarnas krafter kombineras dyker Captain Planet upp för att hjälpa sina nya vänner att rädda Jorden från diverse miljöbovar. Ungdomarna kan inte använda sina magiska ringar när Captain Planet är i farten.
På Hope Island finns en "kristallkammare" där Gaia i avsnittens början visar för de fem ungdomarna var i världen den för avsnittet aktuella miljökatastrofen pågår och vad som sker, ibland även vilken miljöbov som ligger bakom. Serien utspelar sig på olika platser runtom i världen, och för att förflytta sig mellan dessa färdas vanligtvis ungdomarna i en solkraftsdriven flygfarkost.
Genom serien är Captain Planets slagord "The Power Is Yours!", och syftar på att var och en har förmågan att förändra. Varje avsnitt följs av åtminstone ett så kallat "Planeteer Alert", ofta knutit till handlingen, där miljöpolitiska och ibland andra socialpolitiska frågor diskuteras och det ges miljötips om hur tittaren själv kan bidra till lösningen ("the solution") i stället för miljöförstöringen ("the pollution").

## Figurer

### Hjältar
- Captain Planet - Seriens huvudperson och hjälte. Hans superkrafter är flygförmåga, superstyrka och mycket annat. Hans enda svagheter är miljögifter, avfall och annat som skadar naturen.
- Gaia - Jordens ande. Hon bor på Hope Island, och är en moderniserad variant av den grekiska mytologins gudom med samma namn.
- Kwame - Han är 18 år gammal, kommer från Afrika och är ägare till ringen med jordens kraft. Intresserar sig för växtlivet, och har eget växthus på Hope Island.
- Wheeler - Han är 17 år gammal, kommer från Brooklyn i USA i Nordamerika och är ägare till ringen med eldens kraft. Har erfarenheter av storstadens problem.
- Linka - Hon är 16 år gammal, kommer från Sovjetunionen (ändrades till Östeuropa efter Sovjetunionens upplösning) och är ägare till ringen med vindens kraft. Studerar gärna fågellivet, och upprörs mycket starkt då miljöförstöringen eller olaglig jakt skadar fåglarna.
- Gi - Hon är 16 år gammal, kommer från Asien och är ägare till ringen med vattnets kraft. Känner stark empati för livet i havet.
- Ma-ti - Han kommer från Amazonas regnskog i Sydamerika, är 12 år gammal och är ägare till ringen med kärlekens kraft, som kan användas till telepati med människor och djur. Han har en apa vid namn "Suchi" som husdjur.
- Commander Clash - En tidigare soldat som blivit strandsatt på en ö, och hjälper senare till i kampen mot miljöbovarna.

### Skurkar
Miljöbovarna arbetar oftast en och en på grund av konflikter dem emellan. I vissa avsnitt samarbetar dock två av dem, ibland även flera.
- Hoggish Greedly - En gris-liknande person som representerar riskerna med överkonsumtion och girighet. Hans son Hoggish Greedly Junior medverkar i avsnittet "Hog Smog" medan hans farfar/morfar heter "Don Porkaloin".
  - Rigger - Hoggish Greedlys hantlangare.
- Looten Plunder - En rik tjuvskytt och girig affärsman, som representerar riskerna med oetisk affärsverksamhet.
  - Argos Bleek - Looten Plunders vanligaste hantlangare.
  - Pinehead Brothers - Oakey och Dokey är två överviktiga skogshuggare, som jobbar för Looten Plunder.
- Sly Sludge - En samvetslös skrotsamlare som representerar slöhet och riskerna med kortsiktigt tänkande.
  - Ooze - Sly Sludges snörvlande containerkamrat.
  - Tank Flusher III - Sly Sludges starke medhjälpare.
- Duke Nukem - En radioaktiv mutant som representerar riskerna med kärnkraft. Han kan avlossa radioaktiv strålning från sina händer, och har dessutom röntgensyn.
  - Leadsuit - Duke Nukems fege medbrottsling. Använder sig av skyddsdräkt för att undvika strålningen som Duke Nukem genererar.
- Verminous Skumm - En hälften man, hälften råtta som representerar riskerna med dålig sanitet och stadsutglesning. Förflyttar sig över världen i sin helikopter, "Scum O'Copter".
- Dr. Blight - En kvinnlig galen vetenskapsman, som representerar riskerna med oreglerad teknik och omoraliska vetenskapliga experiment.
  - MAL - Dr. Blights onda högintellektuella superdator. En parodi på HAL i 2001 – En rymdodyssé.
- Zarm - Tidigare också Jordens ande, som lämnade Gaia i sitt sökande efter andra platser, och slutade med att förgöra andra folkrika planeter. Han representerar riskerna med krig och förstörelse.
- The Slaughters, ledda av Mame Slaughter med sonen Stalker Slaughter, en familj som består av tjuvskyttar. De konkurrerar ofta mot, ibland samarbetar med, Looten Plunder. De representerar riskerna med tjuvskytte.
- Captain Pollution - En motpol till "Captain Planet" som skapas i "Mission to Save Earth" då miljöbovarna stjäl de magiska ringarna och skapar kopior av dem. Captain Pollution trivs i förorenad miljö, och försvagas av rent vatten eller solljus.

## Avsnitt

### Säsong 1 (1990-1991)
1. A Hero for Earth
2. Last of Her Kind
3. The Dead Seas
4. Polluting by Computer
5. Population Bomb
6. Ozone Hole
7. Beast of the Temple
8. Rain of Terror
9. Volcano's Wrath
10. Skumm Lord
11. Deadly Ransom
12. Tree of Life
13. A World Below Us
14. Littlest Planeteer
15. The Conqueror
16. The Ultimate Pollution
17. Meltdown Syndrome
18. Don't Drink the Water
19. Heat Wave
20. Plunder Dam
21. Kwame's Crisis
22. Smog Hog
23. Mission to Save Earth, (Del 1)
24. Mission to Save Earth, (Del 2)
25. Two Futures, (Del 1)
26. Two Futures, (Del 2)

### Säsong 2 (1991-1992)
1. The Garbage Strikes
2. Domes of Doom
3. Mind Pollution
4. Send in the Clones
5. The Ark
6. The Predator
7. Isle of Solar Energy
8. The Coral Killer
9. The Big Clam-Up
10. Off Road Hog
11. An Inside Job
12. A Twist of Fate
13. Trouble on the Half Shell
14. The Fine Print
15. Star Dust
16. The Blue Car Line
17. Birds of a Feather
18. Radiant Amazon
19. The Great Tree Heist
20. Fare Thee Whale
21. Summit to Save Earth, (Del 1)
22. Summit to Save Earth, (Del 2)
23. Losing Game
24. Scorched Earth
25. The Hate Canal
26. Utopia

### Säsong 3 (1992-1993)
1. Greenhouse Planet
2. A Creep from the Deep
3. The Deadly Glow
4. A Perfect World
5. The Dream Machine
6. Bitter Waters
7. The Guinea Pigs
8. OK at the Gunfight Corral
9. Canned Hunt
10. Hog Tide
11. A Formula for Hate
12. If It's Doomsday, This Must Be Belfast
13. The Night of the Wolf

### Säsong 4 (1993-1994)
1. A Mine Is a Terrible Thing to Waste, (Del 1)
2. A Mine Is a Terrible Thing to Waste, (Del 2)
3. I Just Want to Be Your Teddybear
4. Missing Linka
5. The Unbearable Blightness of Being
6. Wheeler's Ark
7. Sea No Evil
8. Talkin' Trash
9. Future Shock
10. Gorillas Will Be Missed
11. I've Lost My Mayan
12. The Energy Vampire
13. Bottom Line Green
14. You Bet Your Planet
15. Bug Off
16. Orangu-Tangle
17. Jail House Flock
18. Planeteers Under Glass
19. High Steaks
20. Going Bats, Man
21. Teers in the Hood
22. No Horsing Around

### Säsong 5 (1994-1995)
The New Adventures of Captain Planet
1. Twilight Ozone
2. Hollywaste
3. Disoriented Express
4. Ghost of Porkaloin Past
5. No Place Like Home
6. Horns A' Plenty
7. Little Crop of Horrors
8. A River Ran through It
9. In Zarm's Way
10. Nothing's Sacred
11. Who's Running the Show
12. No Small Problem
13. Numbers Game

### Säsong 6 (1995-1996)
1. 5-Ring Panda-Monium
2. An Eye for an EyeHoggish
3. 101 Mutations
4. Whoo Gives a Hoot
5. Frog Day Afternoon
6. A Good Bomb Is Hard to Find
7. Twelve Angry Animals
8. Dirty Politics
9. One of the Gang
10. Old Ma River
11. Delta Gone
12. Never the Twain Shall Meet
13. Greed Is the Word

## Spel
1991 släpptes ett dator/TV-spel baserat på serien.

### Fotnoter
1. ↑  John Kenneth Muir, ”Captain Planet and the Planeteers”, The encyclopedia of superheroes on film and television, McFarland & Company, april 2004, ISBN 978-0-7864-1723-0.[källa från Wikidata]
2. ↑  Eve M. Kahn (3 mars 1991). ”Television; Cartoons for a Small Planet” (på engelska). New York Times. http://www.nytimes.com/1991/03/03/arts/television-cartoons-for-a-small-planet.html. Läst 9 mars 2015.
3. ↑  ”Children's Television Programming Report” (på engelska). Federal Communications Commission. 30 december 2006. Arkiverad från originalet den 2 april 2015. https://web.archive.org/web/20150402163339/http://data.fcc.gov/mediabureau/v01/tv/application/KidVid_72709.html. Läst 14 mars 2015.